# William Cavendish (5. książę Devonshire)
William Cavendish (ur. 14 grudnia 1748, zm. 29 lipca 1811) – Wielki Skarbnik Irlandii, syn Williama Cavendisha, 4. księcia Devonshire, i Charlotte Boyle.
6 czerwca 1774 roku poślubił Georgianę Spencer (1757–1806). Małżeństwo nie było udane, ale para doczekała się dwóch córek i upragnionego syna:
- Georgiana „Little G” Dorothy Cavendish (12 lipca 1783 – 8 sierpnia 1858), żona George’a Howarda, 6. hrabiego Carlisle, miała dzieci
- Harriet „Harryo” Elizabeth Cavendish (29 sierpnia 1785 – 25 listopada 1862), żona Granville’a Levesona-Gowera, 1. hrabiego Granville, miała dzieci
- William George Spencer Cavendish „Hart” (21 maja 1790 – 18 stycznia 1858), 6. książę Devonshire

Oboje małżonkowie utrzymywali stosunki pozamałżeńskie. Kochanką Williama była m.in. lady Elizabeth Foster, z którą miał córkę i syna:
- Caroline St. Jules
- Augustus William James (1788–1877), 1. baronet Clifford